# Симпліційна множина
Симпліційна множина — теоретико-категорна конструкція, яка узагальнює поняття симпліційного комплексу і в певному сенсі моделює поняття топологічного простору з «хорошими» властивостями: теорія гомотопій для симпліційних множин еквівалентна класичній теорії гомотопій для топологічних просторів. При тому, що симпліційна множина є чисто алгебраїчною конструкцією, забезпечується практично повний паралелізм з геометричними об'єктами; в зв'язку з цим вважається одним з найважливіших об'єктів в алгебричній топології як з методологічної точки зору, так і з інструментальної .
З точки зору теорії категорій симпліційна множина є симпліційним об'єктом у категорії множин, або, еквівалентно, як передпучок симпліційної категорії в категорію множин.

## Означення та структура
Симпліційною множиною {\displaystyle X} називається контраваріантний функтор з симпліційної категорії в категорію множин: {\displaystyle \Delta ^{\mathrm {op} }\to \mathbf {Set} }.
Оскільки кожен морфізм симпліційної категорії породжується морфізмами {\displaystyle \delta _{i}^{n}:[n-1]\to [n]} і {\displaystyle \sigma _{i}^{n}:[n+1]\to [n]} ({\displaystyle 0\leq i\leq n}), заданими як:
{\displaystyle \delta _{i}^{n}(j)={\begin{cases}j,&j<i\\j+1,&j\geq i\end{cases}}},
{\displaystyle \sigma _{i}^{n}(j)={\begin{cases}j,&j\leq i\\j-1,&j>i\end{cases}}},
то симпліційну множина можна задати як систему {\displaystyle n}-шарів {\displaystyle X_{n}}, пов'язаних відповідними (двоїстими до {\displaystyle \delta } і {\displaystyle \sigma }) відображеннями {\displaystyle d_{i}^{n}:X_{n}\to X_{n-1}} і {\displaystyle s_{i}^{n}:X_{n}\to X_{n+1}}, що задовольняють співвідношення:
{\displaystyle d_{i}^{n}d_{j}^{n+1}=d_{j-1}^{n}d_{i}^{n+1}}, якщо {\displaystyle i<j},
{\displaystyle s_{i}^{n}s_{j}^{n-1}=s_{j+1}^{n}s_{i}^{n-1}}, якщо {\displaystyle i\leq j},
{\displaystyle d_{i}^{n+1}s_{j}^{n}={\begin{cases}s_{j-1}^{n-1}d_{i}^{n},&i<j\\{\mathsf {Id}}_{X_{n}},&(i=j)\,\vee \,(i=j+1)\\s_{j}^{n-1}d_{i-1}^{n},&i>j+1\end{cases}}}.
Точки шару {\displaystyle X_{n}} називаються {\displaystyle n}-мірним симплексами, до того ж точки шару {\displaystyle X_{0}} — вершинами, а шару {\displaystyle X_{1}} — ребрами. Морфізми {\displaystyle d_{i}^{n}} називаються операторами граней, а морфізми {\displaystyle s_{j}^{n}} — операторами виродження.
 Симпліційне відображення — (функторний) морфізм між симпліційного множинами {\displaystyle f:X\to X'}симпліційного відображення також може бути розглянуто як сукупність відображень {\displaystyle f_{n}:X_{n}\to X_{n}'}, для яких виконуються умови:
{\displaystyle d_{i}^{n}f_{n}=f_{n-1}d_{i}^{n}} ({\displaystyle 0\leq i\leq n}),
{\displaystyle s_{i}^{n}f_{n}=f_{n+1}s_{i}^{n}} ({\displaystyle 0\leq i\leq n}).
 Симпліційна множина {\displaystyle X} називається симпліційною підмножиною {\displaystyle X'}, якщо всі шари {\displaystyle f_{n}:X_{n}\to X_{n}'} симпліційного відображення {\displaystyle f:X\to X'} є ін'єктивними відображеннями; в цьому випадку оператори граней і оператори виродження в {\displaystyle X} є звуженнями відповідних операторів для {\displaystyle X'}.
 Симпліційною фактор-множиною називається симпліційна множина, що отримується пошаровою факторизацією симпліційної множини, тобто, {\displaystyle X/\sigma } - набір шарів {\displaystyle X_{n}/\sigma }, до того ж оператори граней і виродження шарів-фактор-множини індукуються відповідними операторами множини {\displaystyle X}.
Симпліційні множини з усіма симпліційними відображеннями між ними утворюють категорію {\displaystyle \mathbf {Set} ^{\Delta ^{\mathrm {op} }}} .
Симплекс {\displaystyle x\in X_{n}} називається виродженим, якщо існує такий симплекс {\displaystyle y\in X_{n-1}} і такий оператор виродження {\displaystyle s_{i}}, що {\displaystyle x=s_{i}y}. 
Згідно леми Ейленберга — Зільбера будь-який симплекс {\displaystyle x\in X_{n}}в єдиний спосіб можна записати у виді {\displaystyle x=s_{i_{k}}\ldots s_{i_{1}}y}, де {\displaystyle i_{1}<i_{2}<\ldots <i_{k}}, а {\displaystyle y\in X_{n-k}} — невироджених симплекс. 
Найменша симпліційна підмножина у {\displaystyle X}, що містить всі його невироджені симплекси розмірності, меншої або рівної n, називається n-кістяком {\displaystyle X}.

## Приклади
- Для будь-якого топологічного простору X можна ввести симпліційну множину S(X), що називається сингулярною симпліційною множиною простору X. Симплексами цієї множини є  сингулярні симплекси простору X, тобто образи неперервного відображення стандартних симплексів {\displaystyle \sigma _{n}:\Delta ^{n}\to X}. Оператори граней {\displaystyle d_{i}} і виродження {\displaystyle s_{i}} цієї симпліційної множини задаються формулами

{\displaystyle d_{i}\sigma ^{n}(t_{0},\ldots ,t_{n-1})=\sigma ^{n}(t_{0},\ldots ,t_{i-1},0,t_{i}\ldots ,t_{n-1})},
{\displaystyle s_{i}\sigma ^{n}(t_{0},\ldots ,t_{n+1})=\sigma ^{n}(t_{0},\ldots ,t_{i-1},t_{i}+t_{i+1},t_{i+2}\ldots ,t_{n+1})}.
Відповідність {\displaystyle X\to S(X)} є функтором з категорії топологічних просторів Тор в категорію симпліційних множин {\displaystyle \mathbf {Set} ^{\Delta ^{\mathrm {op} }}}.
- Довільний абстрактний симпліційний комплекс K визначає симпліційну множину O(K), у якій симплексами розмірності n є (n + 1) — елементні послідовності {\displaystyle (x_{0},...,x_{n})} вершин комплексу K, з властивістю, що в K існує такий симплекс s, що {\displaystyle x_{i}\in s} для всіх елементів послідовності. Оператори граней {\displaystyle d_{i}} і виродження {\displaystyle s_{i}} цієї симпліційної множини задаються формулами

{\displaystyle d_{i}(x_{0},...,x_{n})=(x_{0},...,{\hat {x_{i}}},...,x_{n})},
{\displaystyle s_{i}(x_{0},...,x_{n})=(x_{0},...,x_{i},x_{i},x_{i+1},...,x_{n})}.
де {\displaystyle {\hat {\cdot }}} позначає, що відповідний елемент вилучається з послідовності.
Відповідність {\displaystyle X\to O(X)} є функтором з категорії абстрактних симпліційних комплексів у категорію симпліційних множин {\displaystyle \mathbf {Set} ^{\Delta ^{\mathrm {op} }}}.
- Для довільної групи {\displaystyle \pi } можна ввести симпліційну множину {\displaystyle K(\pi )}, для якої симплексами розмірності {\displaystyle n} є класи пропорційних (n + 1)-елементний послідовностей (за означенням {\displaystyle (x_{0},...,x_{n})~(y_{0},...,y_{n})}, якщо існує такий елемент {\displaystyle a\in \pi }, що {\displaystyle ax_{i}=y_{i}} для всіх {\displaystyle i=0,\ldots ,n}). Оператори граней {\displaystyle d_{i}} і виродження {\displaystyle s_{i}} цієї симпліційної множини задаються формулами

{\displaystyle d_{i}(x_{0}:...:x_{n})=(x_{0}:...:x_{i-1}:x_{i+1}:...:x_{n})},
{\displaystyle s_{i}(x_{0}:...:x_{n})=(x_{0}:...:x_{i}:x_{i}:x_{i+1}:...:x_{n})}.
{\displaystyle K(\pi )} є прикладом симпліційної групи.
- Нехай дана категорія {\displaystyle \Delta } лінійно впорядкованих множин {\displaystyle [n]=\{0,1,2,...,n\},\,\,n\geq 0,} та незменшуваних відображень, {\displaystyle \Delta _{+}} - підкатегорія категорії {\displaystyle \Delta }, яка складається лише із зростаючих відображен, причому об'єкти {\displaystyle \Delta _{+}=\mathrm {Ob} \Delta .} Розгляньмо {\displaystyle \forall n>0\,\,\And \,\,\forall 0\leq i\leq n} зростаюче відображення {\displaystyle \delta _{n}^{i}:[n-1]\to [n]}, образи яких не містять {\displaystyle i\in [n].} Для функтора {\displaystyle F:\Delta \rightarrow \mathrm {Ab} } визначений комплекс абелевих груп {\displaystyle C^{n}=F([n])}  й диференціалів {\displaystyle d^{n}=\sum _{i=0}^{n+1}(-1)^{i}F(\delta _{n+1}^{i})} за {\displaystyle n\geq 0} та {\displaystyle C^{n}=0} за {\displaystyle n<0.} При цьому {\displaystyle n}-ні когомології {\displaystyle \forall n\geq 0} є ізоморфними границі  {\displaystyle \lim {}_{\Delta }^{n}F}. Морфізм {\displaystyle \delta _{n}^{i}} за {\displaystyle n>0\,\And \,0\leq i\leq n} переводиться імерсією Йонеди {\displaystyle \Delta _{+}^{op}\rightarrow \Delta _{+}\mathrm {ens} } у натуральне перетворення

{\displaystyle \Delta _{+}(\delta _{n}^{i},\,-):\Delta _{+}([n],\,-)\rightarrow \Delta _{+}([n-1],\,-),}
компоненти якого {\displaystyle [m]\in \mathrm {Ob} \,\Delta _{+}}діють по формулі {\displaystyle \Delta _{+}(\delta _{n}^{i},\,\mathrm {Id} _{[m]})(f)=f\circ \delta _{n}^{i}.}

## Властивості
Категорія симпліційних множин допускає індуктивні і проективні границі, що обчислюються на кожному шарі. Зокрема, для будь-яких симпліційних множин {\displaystyle X} і {\displaystyle X'} визначені прямий добуток {\displaystyle X\times X'} і пряма сума {\displaystyle X\oplus X'}, до того ж для всіх шарів:
{\displaystyle (X\times X')_{n}=X_{n}\times X'_{n}},
{\displaystyle (X\oplus X')_{n}=X_{n}\oplus X'_{n}}.

## Косимпліційна множина
Також використовується двоїсте поняття косимпліційної множини — коваріантного функтора з симпліційної категорії в категорію множин: {\displaystyle \Delta \to \mathbf {Set} }. Косимпліційні множини мають аналогічну пошарову структуру з операторами граней і виродження (двоїстих до відповідних операторів симпліційних множин) і утворюють категорію {\displaystyle \mathbf {Set} ^{\Delta }}.

## Геометричне представлення
Стандартні симплекси {\displaystyle \Delta ^{n}=\{(t_{0},\dots t_{n})\mid {(\sum _{i}t_{i}=1)}\wedge {(\forall i\;t_{i}\geqslant 0)}\}}із стандартною топологією евклідового підпростору утворюють косимпліційний топологічний простір щодо операторів кограней {\displaystyle \delta _{i}} і ковирождення {\displaystyle \sigma _{i}}, заданих формулами
{\displaystyle \delta _{i}(t_{0},\ldots ,t_{n-1})=(t_{0},\ldots ,t_{i-1},0,t_{i}\ldots ,t_{n-1})},
{\displaystyle \sigma _{i}(t_{0},\ldots ,t_{n+1})=^{n}(t_{0},\ldots ,t_{i-1},t_{i}+t_{i+1},t_{i+2}\ldots ,t_{n+1})}.
Нехай на шарах {\displaystyle X_{n}} симпліційної множини {\displaystyle X}введено дискретну топологію.
Розглянемо топологічний простір {\displaystyle |X|=\left(\bigsqcup _{i=0}^{\infty }X_{i}\times \Delta ^{i}\right)/(\sim )}, що є фактор-простором диз'юнктного об'єднання добутків вказаних топологічних просторів по відношенню еквівалентності породженому еквівалентностями:
{\displaystyle (d_{i}x,p)\sim (x,\delta _{i}p),\quad x\in X_{n},\,p\in \Delta ^{n-1}},
{\displaystyle (s_{i}x,p)\sim (x,\sigma _{i}p),\quad x\in X_{n},\,p\in \Delta ^{n+1}}.
Для простору |X| існує клітинне розбиття, клітини якого знаходяться в бієктивній відповідності з невиродженими симплексами симпліційної множини X. Простір  |X|  із цим розбиттям називається геометричним представленням симпліційної множини X. 
Симпліційне відображення {\displaystyle f:X\to X'}визначає неперервне відображення {\displaystyle Rf:|X|\to |X'|}для якого {\displaystyle Rf(x,p)=(f(x),p),\quad x\in X_{n},\,p\in \Delta ^{n}.}
Відповідність {\displaystyle X\to |X|}таким чином є функтором з категорії симпліційних множин {\displaystyle \mathbf {Set} ^{\Delta ^{\mathrm {op} }}} в категорію топологічних просторів Тор. Цей функтор є спряженим зліва до сингулярного функтора. 